# Neotrichia riegeli
Neotrichia riegeli är en nattsländeart som beskrevs av Ross 1941. Neotrichia riegeli ingår i släktet Neotrichia och familjen smånattsländor. Inga underarter finns listade i Catalogue of Life.